# Laukkujärvi (sjö i Finland, Lappland, lat 66,97, long 24,45)
Laukkujärvi är en sjö i Finland. Den ligger i kommunen Kolari i landskapet Lappland, i den norra delen av landet, 800 km norr om huvudstaden Helsingfors. Laukkujärvi ligger 176 meter över havet. Arean är 1,35 kvadratkilometer och strandlinjen är 5,51 kilometer lång. Sjön  ingår i Torne älvs huvudavrinningsområde. 